# Ковыль-волосатик
Ковы́ль-волоса́тик, или Ковы́ль волоса́тик, или Ковыль волосовидный, или Ты́рса (лат. Stípa capilláta) — многолетнее однодольное травянистое растение; вид рода Ковыль семейства Злаки, или Мятликовые (Poaceae).

## Ботаническое описание

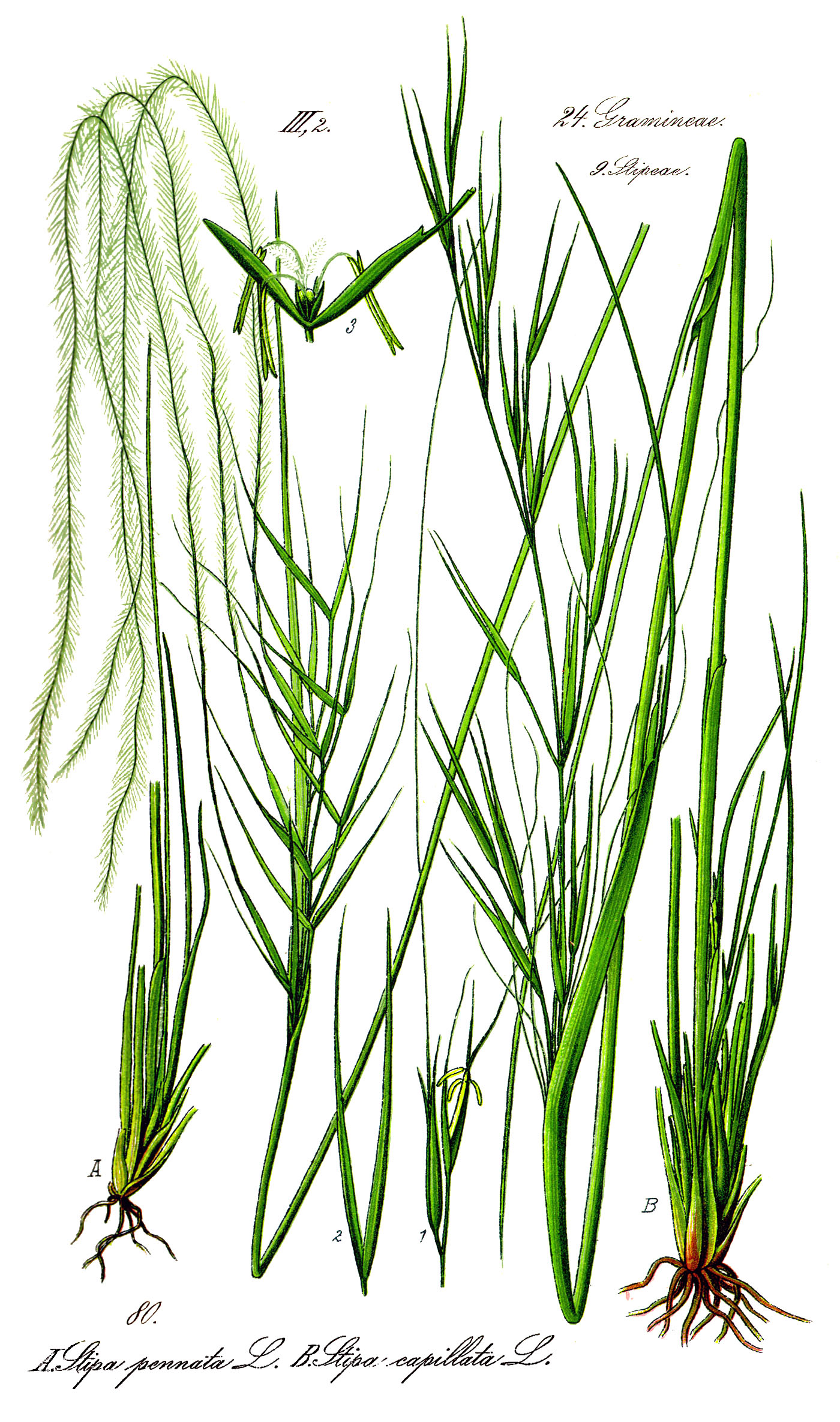
Ковыль волосатик (справа).

Растение со стеблем высотой от 30 до 70 см.
Листья вдоль свёрнутые, 0,7—1 мм в ширину, снизу гладкие или слегка шероховатые, сверху опушённые. Узлы стеблей скрыты влагалищами. Форма листа щитовидная, иногда плоская — размером 2,5 мм в ширину. Встречаются длинные листья, снаружи шероховатые от острых бугорков, изнутри усажены короткими и длинными волосками.
Соцветие сжатое, узкое. Ость 12—18 см в длину, дважды коленчато-согнутая, слегка извилистая, слабо или остро шероховатая.

## Распространение и экология
Ковыль волосатик произрастает в луговых и нагорных степях юга европейской части России, в Закавказье, Западной Сибири, в Средней Азии, Гималаях, Западной Европе, Средиземноморье, Монголии.

### Охранный статус
Растение занесено в Красные книги Московской, Нижегородской, Рязанской, Тамбовской, Тульской областей, республик Мордовии и Чувашии Российской Федерации, а также ряда областей Украины.

## Значение и применение
Весной листья хорошо поедаются лошадьми. Выпас лошадей на пастбище из ковыля волосатика увеличивает привес и удои молока, повышает качество кумыса. К началу колошения поедаемость падает, а к концу совсем не поедается. Крупный рогатый скот поедает плохо, овцы и козы едят только в молодом возрасте. В молодом возрасте верхушки охотно поедается кроликами. Сено заготовленное не позже начала колошения охотно поедается всеми видами скота и особенно лошадью. Сено заготовленное в фазе цветения поедается плохо.
После цветения и особенно созревания зерновок становится опасным для овец и других животных. В травостое плоды-зерновки сохраняются до глубокой осени и даже до весны следующего года и причиняют вред овцам на пастбище. Также для овец опасно сено убранное после плодоношения. Острые плоды-зерновки ковыля повреждают полость рта всем животным; цепляясь за руно овцы, проникают через всю толщу шерсти, могут прокалывать кожу овцы, проникать во внутренние органы. Будучи пораженными овцы, особенно молодняк проявляют заметное беспокойство, болеют, худеют, истощаются, нередко гибнут.